# Phare de Molfetta
Le phare de Molfetta (en italien : Faro di Molfetta) est un phare situé sur la jetée du port de Molfetta, dans la région des Pouilles en Italie. Il est géré par la Marina Militare.

## Histoire
Le premier phare a été construit en 1857. Le phare a été, à l'origine, construit en 1853 sur la jetée ouest du port.Marquant mal l'entrée du port, il a été démoli et reconstruit à son site présent. Relié au réseau électrique, il est automatisé.

## Description
Le phare  est une tour octogonale en pierre de 18 m de haut, avec galerie et lanterne, surmontant une maison circulaire de gardien d'un étage. Le phare est en pierre blanche non peinte en blanc et le dôme de la lanterne est gris métallique. Son feu isophase émet, à une hauteur focale de 22 m, un long éclat blanc de 3 secondes toutes les 6 secondes. Sa portée est de 16 milles nautiques (environ 30 km) pour le feu principal et 12 milles nautiques (environ 22 km) pour le feu de veille.
Identifiant : ARLHS : ITA-224 ; EF-3752 - Amirauté : E2248 - NGA : 10952 .

## Caractéristiques dufeu maritime
Fréquence : 6 s (W)
- Lumière : 3 secondes
- Obscurité : 3 secondes

### Lien connexe
- Liste des phares de l'Italie